# سن-گابریل-لالمان، کبک
سن-گابریل-لالمان (به فرانسوی: Saint-Gabriel-Lalemant) شهری در منطقه شهری کاموراسکا ناحیه با-سن-لوران در استان کبک کانادا است. در سرشماری سال ۲۰۱۱ این شهر ۸۴۰ نفر جمعیت داشته‌است و مساحت آن ۸۰٫۴۹ کیلومتر مربع است.